# Mastigoproctus giganteus
El "vinagrillo gigante" (Mastigoproctus giganteus) es un arácnido del orden Uropygi (vinagrillos). Carece de aguijón; sin embargo, posee unos pedipalpos muy fuertes. Al anochecer caza pequeños insectos, que captura con los pedipalpos tras localizarlos con el primer par de patas, que son largas y que utiliza como órgano sensorial. Si se siente amenazado, responde lanzando un líquido ácido por las glándulas anales, compuesto principalmente por ácido acético (vinagre), de ahí el nombre común de vinagrillo. Llega a medir hasta 12 cm  de largo y su área de distribución es América del Norte. A pesar de su aspecto amenazador, es totalmente inofensivo para el ser humano, ya que carece de veneno.,

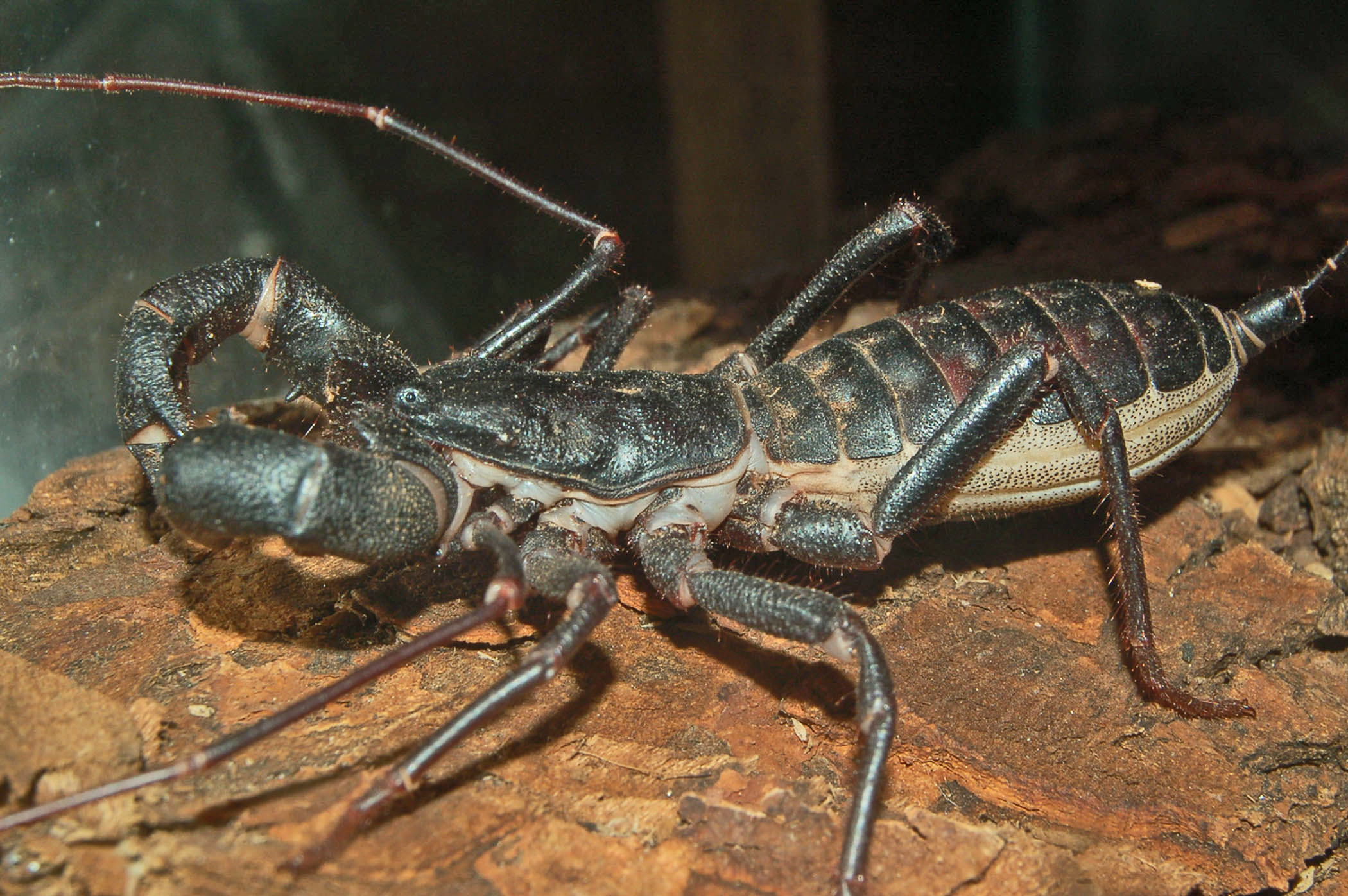
Mastigoproctus giganteus.
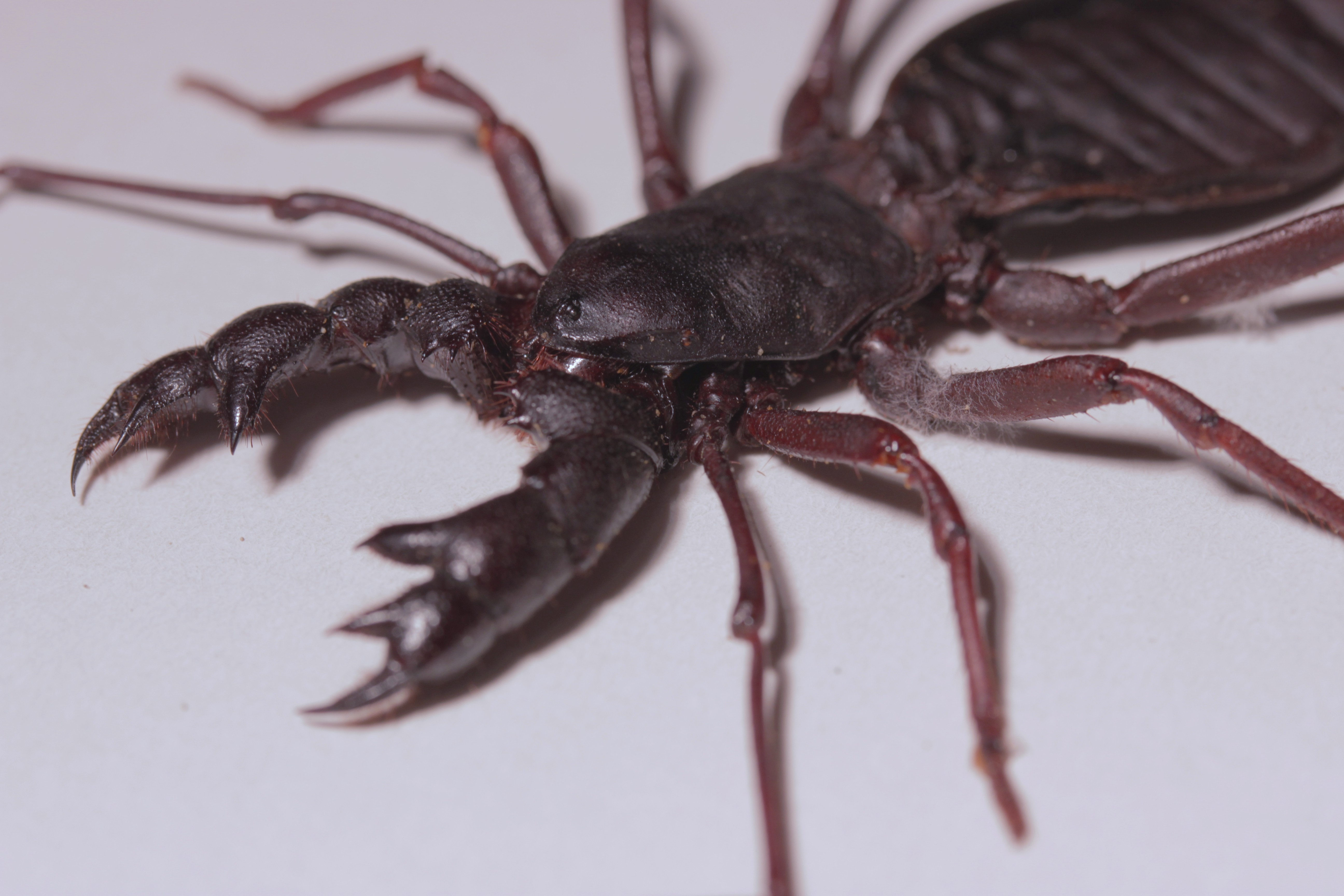
Detalle de los pedipalpos